# Cerkiew św. Sergiusza z Radoneża w Moskwie (Taganskij)
Cerkiew św. Sergiusza z Radoneża – prawosławna cerkiew w Moskwie, w rejonie Taganskim, przy ul. Nikołojamskiej, w dekanacie Opieki Matki Bożej eparchii moskiewskiej miejskiej.

## Historia
Pierwsza wzmianka o położonej w tym miejscu cerkwi pochodzi z 1625 r. Kolejną świątynię na tym miejscu zaczęto wznosić w 1800 r. W 1812 r. cerkiew ta została rozgrabiona przez wojska francuskie. W 1818 r. ukończono budowę nawy wznoszonej od 1800 r. cerkwi, zaś w latach 1834–1838 przebudowano ją. W 1837 r. budynek został uszkodzony przez pożar. W 1864 r. cerkiew powiększono o czterokondygnacyjną dzwonnicę, natomiast dwanaście lat później dekorację malarską we wnętrzu budynku wykonał A. Rogożyn.
Od 1899 r. do rewolucji październikowej cerkiew była ośrodkiem pracy misyjnej ukierunkowanej na nawracanie staroobrzędowców, którzy od XVIII w. zamieszkiwali najbliższą część Moskwy – Rogoską Słobodę. W wymienionym roku wzniesiono przy niej salę przeznaczoną do prowadzenia publicznych debat ze staroobrzędowcami, a także koncertów i wykładów. Cerkiew słynęła z bardzo surowego zachowywania wskazań typikonu, posiadała również kolekcję zabytkowych ikon, a jeden ze śpiewających w niej chórów składał się z osób niewidomych, dla których przygotowane były specjalne nuty.   
Cerkiew została zamknięta przez władze radzieckie w 1938 r. Jej zabytkowe wyposażenie zostało zniszczone. Budynek pełnił następnie funkcje magazynowe i gospodarcze. W 1985 r. został przekazany Centralnemu Muzeum Kultury i Sztuki Staroruskiej, z siedzibą w dawnym Monasterze Spaso-Andronikowskim (również położonym w rejonie Tagańskim). Planowano umieścić w nim galerię monumentalnego malarstwa staroruskiego, ale ostatecznie nie doszło do tego. 4 grudnia 1991 r. budowla została ponownie wyświęcona i od 1992 r. ponownie zaczęła pełnić funkcje sakralne.

## Architektura
Cerkiew reprezentuje styl klasycystyczny. Monumentalny budynek cechuje oszczędność zdobień i jasność form. Główna nawa na planie prostokąta bliskiego kwadratowi kryta jest pięcioma kopułami. W świątyni znajdują się trzy ołtarze – Trójcy Świętej, św. Sergiusza z Radoneża i św. Mikołaja. 